# Тејлор Кини
Тејлор Џексон Кини (енгл. Taylor Jackson Kinney; Ланкастер, 15. јул 1981) амерички је глумац и манекен. Играо је Мејсона Локвуда у серији Вампирски дневници, Џареда у филму 00:30 — Тајна операција, Фила у филму Освета на женски начин и поручника ватрогасне службе Чикага, Келија Северида у серијама Чикаго у пламену, Чикашка полиција и Чикашка хитна помоћ.

## Филмографија

### Филм
| Година | Српски назив            | Изворни назив | Улога          | Напомене    |
| ------ | ----------------------- | ------------- | -------------- | ----------- |
| 2007.  |                         |               | Френк          |             |
| 2007.  |                         |               | Бил Џејмисон   |             |
| 2010.  |                         |               | Мејин љубавник |             |
| 2011.  |                         |               | Бред Серси     | кратак филм |
| 2012.  |                         |               | Џеси           |             |
| 2012.  |                         |               | Бред Серси     |             |
| 2012.  | 00:30 — Тајна операција |               | Џаред          |             |
| 2014.  | Освета на женски начин  |               | Филм Хемптон   |             |
| 2015.  |                         |               | Еди            |             |
| 2015.  | Уздрмај Касбах          |               | војник Барнс   |             |
| 2016.  | Шума                    |               | Ејдан          |             |
| 2018.  |                         |               | Џордан         |             |

### Телевизија
| Година     | Српски назив          | Изворни назив | Улога                 | Напомене                                   |
| ---------- | --------------------- | ------------- | --------------------- | ------------------------------------------ |
| 2006.      |                       |               | Лук Ђани              | главна улога; 35 епизода                   |
| 2007.      | Шта је са Брајаном    |               | Џаред                 | епизода: „Шта је са тајним љубавницима...” |
| 2008.      | Боунс                 |               | Џими Филдс            | епизода: „Играч под притиском”             |
| 2009—2010. |                       |               | Глен Морисен          | главна улога; 19 епизода                   |
| 2010—2011. | Вампирски дневници    |               | Мејсон Локвуд         | споредна улога (2—3. сезона); 9 епизода    |
| 2011.      |                       |               | Француска             | телевизијски филм                          |
| 2011.      | Пет                   |               | Томи                  | телевизијски филм                          |
| 2011.      | Место злочина: Њујорк |               | Џејсон Лок            | епизода: „Криза идентитета”                |
| 2011.      |                       |               | Џеси Вејд             | епизода: „Не мрзи играча”                  |
| 2012.      |                       |               | Дејв                  | споредна улога                             |
| 2012.      | Бесрамници            |               | Крејг Хајзнер         | споредна улога; 2. епизоде                 |
| 2012.      | Касл                  |               | Дарен Томас           | епизода: „Био једном један злочин”         |
| 2012.      | Краљеви бега          |               | Пери                  | епизода: „Запечаћена субина”               |
| 2012—данас | Чикаго у пламену      |               | поручник Кели Северид | главна улога; 195 епизода                  |
| 2014—данас | Чикашка полиција      |               | поручник Кели Северид | споредна улога; 10 епизода                 |
| 2015—данас | Чикашка хитна помоћ   |               | поручник Кели Северид | споредна улога; 8 епизода                  |

### Музички спотови
| Година | Назив | Извођач    | Улога           | Напомене |
| ------ | ----- | ---------- | --------------- | -------- |
| 2011.  | „”    | Лејди Гага | љубавни интерес |          |